# هیرواکی ساتو (زاده ۱۹۷۹)
هیرواکی ساتو (ژاپنی: 佐藤 浩章؛ زادهٔ ۱۶ آوریل ۱۹۷۹) یک بازیکن فوتبال اهل ژاپن است.
از باشگاه‌هایی که در آن بازی کرده‌است می‌توان به باشگاه فوتبال وگالتا سندای اشاره کرد.